# Нартов, Андрей Константинович
Андре́й Константи́нович На́ртов (28 марта (7 апреля) 1693—16 (27) апреля 1756) — русский учёный, механик и скульптор, статский советник, член Академии наук (1723—1756), изобретатель токарно-винторезного станка с механизированным суппортом и набором сменных зубчатых колёс. Был владельцем усадьбы Жерновка.

## Биография
Точное происхождение его неизвестно; предполагается, что он был из посадских людей. Родился в Москве. Источники указывают разное время его рождения: 28 марта 1680 года, 1683 год, 1694 год,28 марта (7 апреля) 1693 года.

### При Петре I
Впервые его имя встречается в 1709 году, когда он работал токарем в Московской школе математических и навигацких наук. В 1712 году Пётр I вызвал его в Петербург, где определил, как высококвалифицированного токаря, в собственную дворцовую «токарню». В это время Нартов разработал и построил ряд механизированных станков для копирования барельефов и произведений прикладного искусства. Около 1718 года царь послал Нартова в путешествие в Пруссию, Голландию, Францию и Англию для совершенствования в токарном искусстве и «приобретения знаний в механике и математике», а по возвращении из-за границы поручил ему заведовать своей токарней, которую тот вскоре расширил и пополнил новыми машинами, вывезенными и выписанными им из-за границы. Отношения Нартова с Петром Первым были очень близкими: токарня была рядом с царскими покоями и часто служила царю кабинетом.

В марте 1719 года Нартов написал из Лондона Петру письмо, где говорилось следующее: 
«…Здесь таких токарных мастеров, которые превзошли российских мастеров, не нашел; и чертежи махинам, которые ваше царское величество приказал здесь сделать, я мастерам казал и оные сделать по ним не могут».
Нартов посетил также Париж, и президент Французской академии наук писал Петру о нём «в чрезвычайно лестных выражениях».

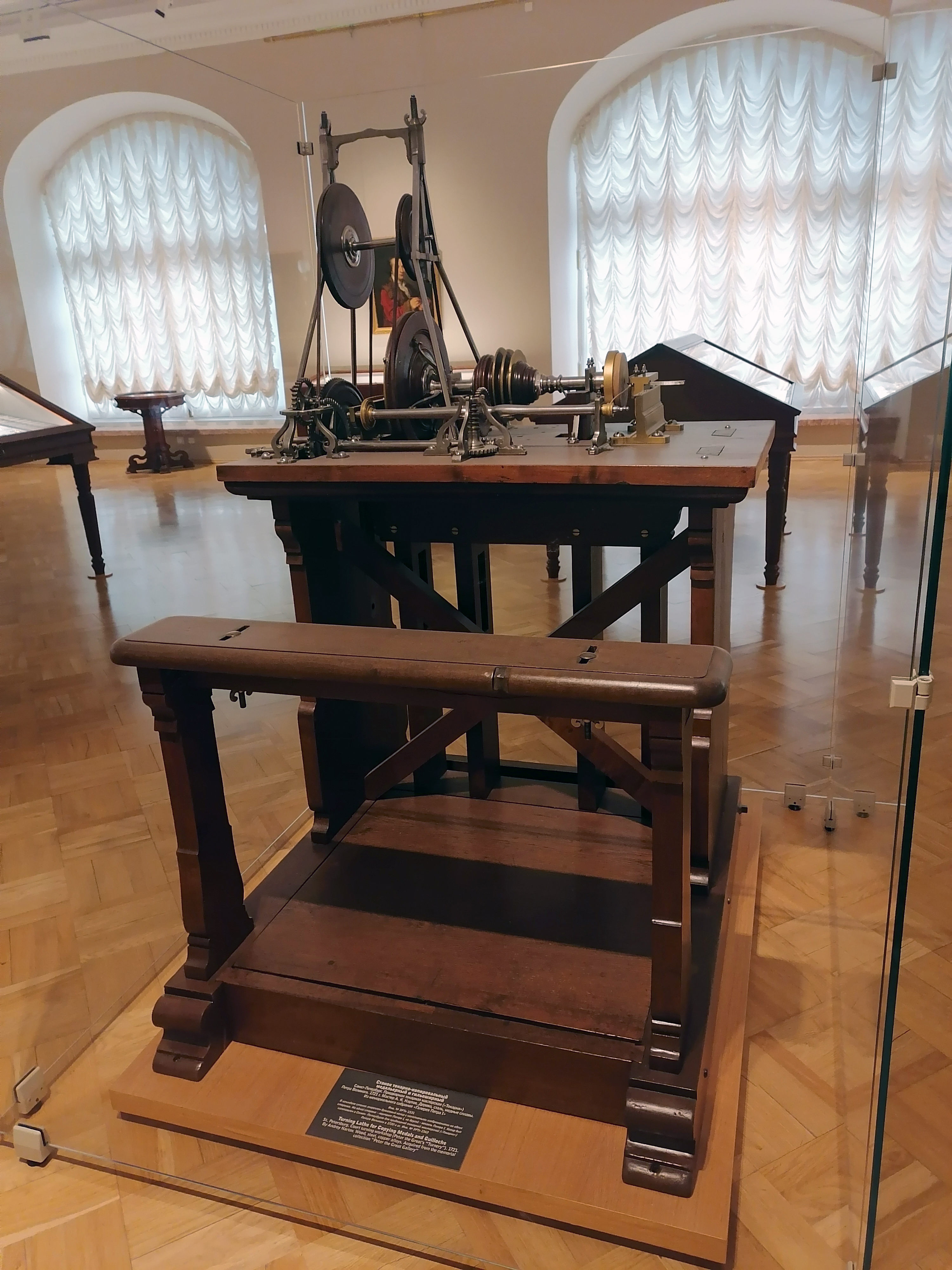
Станок токарно-копировальный медальерный и гильошинный работы А. К. Нартова. Придворная токарная мастерская (токарня) Петра I. 1721 год. Государственный Эрмитаж

Нартов разработал конструкцию и создал первый в мире токарно-винторезный станок с механизированным суппортом и набором сменных зубчатых колёс (1717 год). Впоследствии это изобретение было забыто, и токарно-винторезный станок с механическим суппортом и гитарой сменных зубчатых колёс был заново изобретён около 1800 года британцем Генри Модсли.
Нартов занимался не только усовершенствованием станков и токарным делом, но и более широким кругом технических вопросов. В частности, Пётр поручил Нартову «придумать механические способы, как бы легче и прямее колоть камень» для Кронштадтского канала, а также «каким образом отворять и запирать слюзные ворота на этом канале». В 1722 году Нартов построил станок для сверления фонтанных труб, прокладываемых в Петергофе (ныне Петродворец), а в 1723 году закончил изготовление ещё двух станков. Ещё с 1717 года Нартов начал заниматься подготовкой механиков и токарей. Среди его учеников выделялся способностями Степан Яковлев.
В 1723 году Нартову было поручено изготовление отдельных частей «Триумфального столпа» в честь победы России в Северной войне, начатого в 1721 году по проекту Б. К. Растрелли, изготовившего восковые модели рельефов. В связи со смертью Петра I работа над Триумфальным столпом не была завершена, его наследники потеряли интерес к памятнику и он так и не был закончен. В настоящее время модель Триумфального столпа хранится в Государственном Эрмитаже в Санкт-Петербурге.
В 1724 году Нартов представил Петру проект учреждения Академии художеств.

### После Петра I
После смерти Петра I Нартов был отстранён от двора. В 1726 году он был именным указом направлен в Москву на московский монетный двор, который в то время находился в чрезвычайно запущенном состоянии и где отсутствовало элементарное оборудование. Нартову удалось наладить технику монетного дела. В 1733 году он также создал механизм для подъёма Царь-колокола.
В 1735 году Нартов был вызван из Москвы в Санкт-Петербург в Академию наук и художеств для заведования учениками в «Токарной и Инструментальной палатах». В 1742 году Нартов подал в Сенат жалобу на советника академии Шумахера, с которым у него происходили пререкания по денежному вопросу, а затем добился от императрицы назначения следствия над Шумахером, в результате чего на место Шумахера был определён сам Нартов. Результаты его деятельности в этой должности были неоднозначны: Нартов пытался улучшить финансовое положение академии, навести порядок в её делах, но общего языка с академиками он не нашёл и пробыл в этой должности только полтора года. По утверждению членов академии, он оказался «ничего, кроме токарного художества, не знающим», не знал никаких иностранных языков, был «самовластным» администратором: велел опечатать архив академической канцелярии, содержавший учёную переписку академиков, грубо обращался с академиками и, наконец, довёл дело до того, что Ломоносов и другие члены стали просить возвращения Шумахера, который вновь вступил в управление академией в 1744 году, а Нартов перешёл в Артиллерийское ведомство и сосредоточил свою деятельность «на пушечно-артиллерийском деле».

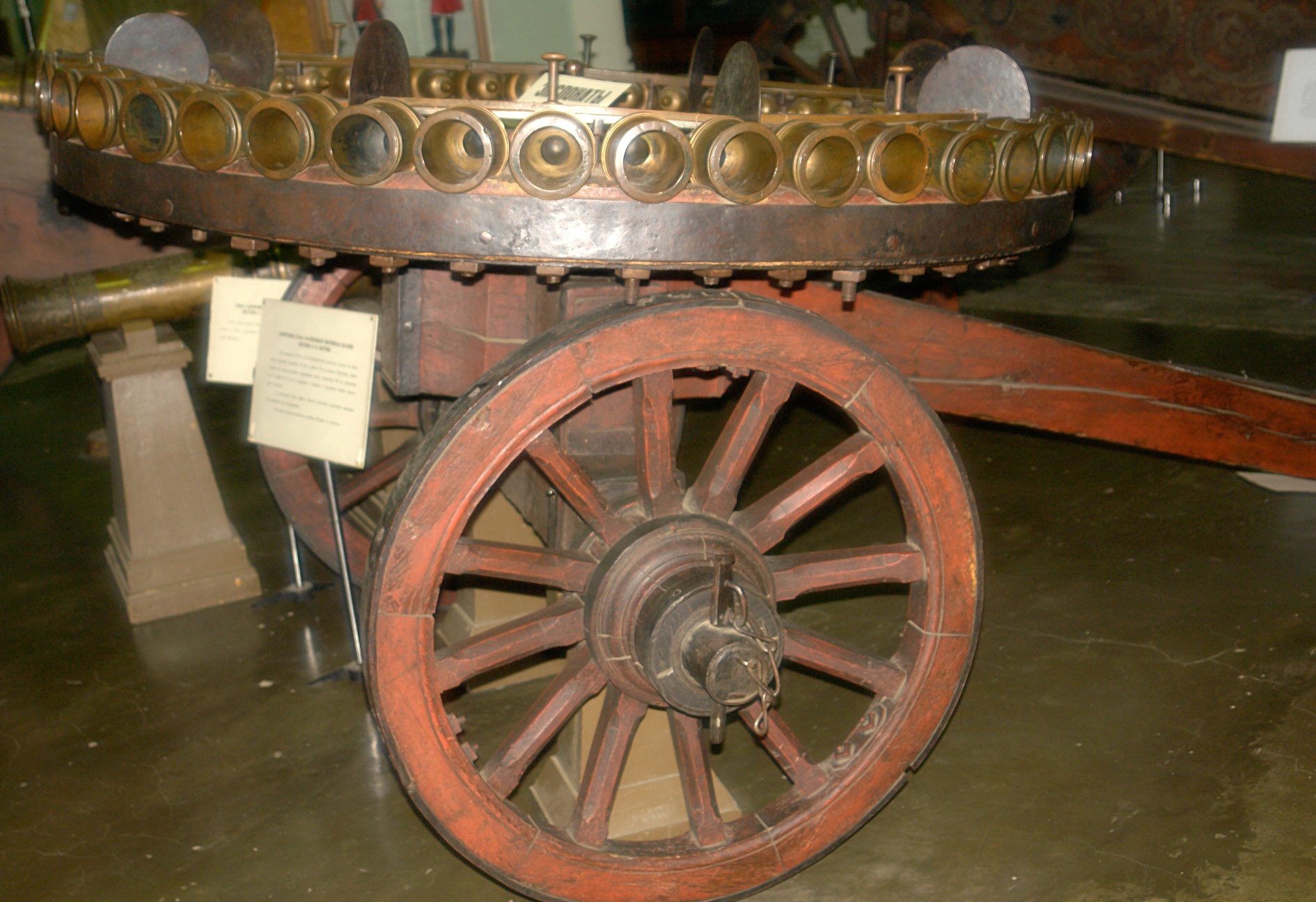
Мортирная батарея Нартова

Работая в Артиллерийском ведомстве, Нартов создал новые станки, оригинальные запалы, предложил новые способы отливки пушек, заделки раковин в канале орудия и др. Им был изобретён оригинальный оптический прицел — «…инструмент математический с перспективною зрительною трубкою, с прочими к тому принадлежностями и ватерпасом для скорого наведения из батареи или с грунта земли по показанному месту в цель горизонтально и по олевации». В литературе широко известна созданная им в 1754 году 44-ствольная «Мортирная батарея Нартова», не принятая на вооружение, но содержащая целый ряд интереснейших конструктивных решений. Значение изобретений Нартова было столь велико, что 2 мая 1746 года был издан указ о его награждении за артиллерийские изобретения пятью тысячами рублей. Кроме этого, ему отписали несколько деревень в Новгородском уезде. В 1754 году Нартов был произведен в генеральский чин статского советника.
Скончался 16 (27) апреля 1756 года в Петербурге. После его смерти остались крупные долги, так как он вкладывал много личных средств в научно-технические опыты.

### Место захоронения
В Петербургском некрополе сообщалось, что он был похоронен на упразднённом кладбище при церкви Благовещения на 8-й линии Васильевского острова. Место захоронения спустя десятилетия после его смерти затерялось и было найдено в 1950 году во время раскопок возле закрытой в 1936 году Благовещенской церкви на Васильевском острове в Ленинграде. По сообщению ТАСС от 11 сентября была обнаружена плита из красного гранита с высеченной на ней надписью «Здесь погребено тело статского советника Андрея Константиновича Нартова… оказавшего отечеству многие важные услуги по различным государственным департаментам, родившегося в Москве в 1680 году, марта, 28 дня и скончавшегося в Петербурге в 1756 году, апреля, 8 дня».
В том же году останки перезахоронили на Лазаревском кладбище Александро-Невской лавры рядом с могилой М. В. Ломоносова.

## Наследие
Ему принадлежат: «Достопамятные повествования и речи Петра Великого» (в «Сыне Отечества» 1819 г. и в «Москвитянине» 1842 г.). В 1885 году были напечатаны в «Русском Архиве» «Рассказы и анекдоты о Петре Великом», из которых многие взяты у Нартова. По словам Н. Г. Устрялова, сообщения Нартова, вообще преувеличивавшего своё значение и роль, ценны в особенности передачей подлинных слов Петра. Л. Н. Майков, напечатавший «Рассказы Нартова о Петре Великом» в «Записках Имп. Академии Наук» (т. LXVII, и отдельно, СПб., 1891), даёт самый полный их сборник (162) и сопровождает исторической критикой, точно определяющей источники, которыми пользовался Нартов, и степень достоверности сообщений. Он делает догадку, что «Повествования» записаны не самим Андреем Константиновичем Нартовым, а его сыном, писателем Андреем Андреевичем Нартовым.
В 1755 году Нартов завершил работу над рукописью «Театрум махинариум, или Ясное зрелище махин» — своеобразной энциклопедией станкостроения, медальерного и токарного искусства 1-й половины XVIII в. Эта книга имеет огромное значение для истории науки и техники; Нартов хотел «объявить её в народ», то есть напечатать и сделать доступной всем токарям, механикам и конструкторам. Труд, над которым Нартов работал с 1737 года, содержал тщательное описание 34 оригинальных токарных, токарно-копировальных и токарно-винторезных станков. Нартов давал подробные чертежи станков, составлял пояснения, разрабатывал кинематические схемы, описывал применявшиеся инструменты и выполненные изделия.
Нартов разработал теоретическое введение, касающееся таких принципиальных вопросов, как необходимость сочетания теории и практики, необходимость предварительного построения моделей станков до их непосредственного изготовления «в натуре», учёт сил трения и т. п. «Театрум Махинарум» был закончен Нартовым незадолго до смерти. После смерти автора его сын собрал все листы рукописи, переплёл и приготовил её для поднесения Екатерине II. Рукопись была передана в придворную библиотеку, где затем пролежала в безвестности почти двести лет: в 1952 году она была обнаружена в Государственной публичной библиотеке имени М. И. Салтыкова-Щедрина и стала предметом научного изучения.
Три боковых токарно-копировальных станка, два медальерных и станок для нарезания зубчатых колёс, созданные в период с 1712 по 1729 год Францем Зингером, А. К. Нартовым и другими мастерами «Токарни», и находившиеся в придворной токарной мастерской Петра I, экспонируются в Эрмитаже.
В Петербурге существует Нартовская улица на Пискаревке.

## Семья
Нартов был дважды женат. От первого брака он имел сына Степана (1724—?) и дочерей Анну и Пелагею. Сын — Степан Андреевич — майор артиллерии, умер в 1778 году в городе Риге. От второго брака у А. К. Нартова было шестеро детей: сыновья Андрей и Яков, дочери Мария, Прасковья, Екатерина и Елизавета.

## В кинематографе
- «Михайло Ломоносов» (1986). В роли Нартова — Сергей Плотников. В этом фильме допущена неточность: действие седьмой серии разворачивается в 1761 году, при этом в сюжете присутствует А. К. Нартов, на самом деле умерший в 1756 году.
- «Пётр Первый. Завещание» (2011). В роли Нартова — Ефим Каменецкий.